# Arété (mythologie)
Pour les articles homonymes, voir Arété (homonymie).
Dans la mythologie grecque, Arété, fille de Rhexénor, est l'épouse et nièce d'Alcinoos, roi des Phéaciens, de qui elle a Laodamas, Halios, Clytonée et Nausicaa.
Elle est principalement citée dans l’Odyssée, où elle accueille Ulysse avec hospitalité.

### Sources antiques
- Homère, Odyssée [détail des éditions] [lire en ligne] (VII, passim).